# Therimenes
Therimenes (altgriechisch Θηριμένης Thēriménēs; † 412/411 v. Chr.) war ein spartanischer Flottenführer im Peloponnesischen Krieg.

## Leben
Zusammen mit dem Syrakuser Hermokrates führte Therimenes im Sommer des Jahres 412 v. Chr. eine peloponnesisch-sizilische Flotte von 55 Schiffen nach Ionien. Er kam zu spät, um an der Schlacht von Milet teilzunehmen, aber seine Ankunft zwang die Athener zur Aufgabe der Belagerung und zum Rückzug nach Samos. Nachdem Therimenes in Milet weitere 20 Schiffe aus Chios an sich gezogen hatte, unternahm er zusammen mit dem lydischen Satrapen Tissaphernes einen Angriff auf die Stadt Iasos in Karien, die erobert und geplündert wurde. Dabei wurde der persische Rebell Amorges gefangen. 
Danach erneuerten Therimenes und Tissaphernes in Milet den Bündnisvertrag zwischen Sparta und dem Perserreich. Im Winter übergab Therimenes die peloponnesische Flotte dem neuen Seeherrn Astyochos und verließ danach Milet. Der Historiker Thukydides schreibt, er „fuhr ab auf einem Nachen und verschwand“. Es ist daher anzunehmen, dass er Schiffbruch erlitt und dabei umkam.
Einzige Quelle für das Leben des Therimenes ist Thukydides 8,26–52.